# Inindo: Way of the Ninja
Inindo: Way of the Ninja (Inindou Datou Nobunaga na versão do Super Famicom) é um videogame estilo RPG desenvolvido pela empresa Koei em 1991, com ambientação no Japão feudal. Foi lançado originalmente para NEC PC-8801, NEC PC-9801, MSX e Sharp X68000; posteriormente foi convertido para Super Nintendo, DOS e Windows.

## Sinopse
A história do jogo é focada em um jovem ninja Iga que tem a sua vila arrasada pelos de soldados de Oda Nobunaga. Em razão disso, o jovem decide viajar pelo Japão em busca de treinamento, a fim de aprimorar as sua técnicas ninjas e de também conseguir aliados para a sua vingança.

## Jogabilidade
No jogo é possível reunir mais dois aliados para lutar junto com o protagonista. Esses aliados podem ser recrutados na hospedaria de cada cidade.[carece de fontes?] As batalhas são por turnos e com a visão lateral, sistema semelhante ao utilizado nos jogos da Square na era 16 bits.